# Svídnice (Dymokury)
Svídnice je vesnice ve východní části středních Čech, v okrese Nymburk. Nachází se 13 km severně od Poděbrad. Je to část obce Dymokury, jež leží 2,5 km směrem na jihovýchod. Ve vsi je 76 domů, žije zde 108 obyvatel.

## Historie
První písemná zmínka o vesnici pochází z roku 1436. Ves náležela k dymokurskému panství, byla obklopena lesy a rybníkem Nepokoj (vysušen roku 1845). K obci náležela osada Nové Zámky se samotou Mutínsko, mlýn Komárov, Ledečky a Viničná Lhota.
V roce 1860 byla ve vsi postavena socha Nejsvětější Trojice. Roku 1873 zde byla zřízena jednotřídní škola. Roku 1924 došlo ke zrušení mlýna Komárov, kde bylo mletí úplně zastaveno. V roce 1937 byl odhalen pomník padlým v první světové válce a vysázeno stromořadí lip zdobící náves.

## Vodstvo
Pod obcí teče Štítarský potok a v obci leží rybník Křiňák. Komárovský rybník leží cca 1 km od Svídnice a má rozlohu 27 ha.

## Příroda
Svídnice se nachází na okraji ptačí oblasti Rožďalovické rybníky, chráněné oblasti Natura 2000.

## Doprava
Vesnice má vlakové i autobusové spojení. Vlak ve směru Křinec – Městec Králové. Autobus směr Dymokury přes Černou Horu.

## SDH Svídnice
Sbor dobrovolných hasičů byl založen roku 1872. První požár od založení SDH Svídnice vypukl v roce 1873. Zasáhl čp. 18, 19, 20, 21 a 41. Roku 1890 během jednoho týdne vypukly další dva požáry. V roce 1894 obec koupila první stříkačku, dodnes je v neporušeném stavu v Dymokurech. Později hasili hostinec a několikrát stoh.

## Název
Název získala Svídnice od keřů svídy obecné (z rodu dřínů), která rostla na tomto území. Pozůstatky jejích keřů se nacházejí na vrchu Kamence, kde dříve stávala tvrz.

## Pamětihodnosti
- Socha Nejsvětější Trojice z roku 1860
- Pomník padlým v první světové válce z roku 1937
- Zvon na návsi

## Další fotografie

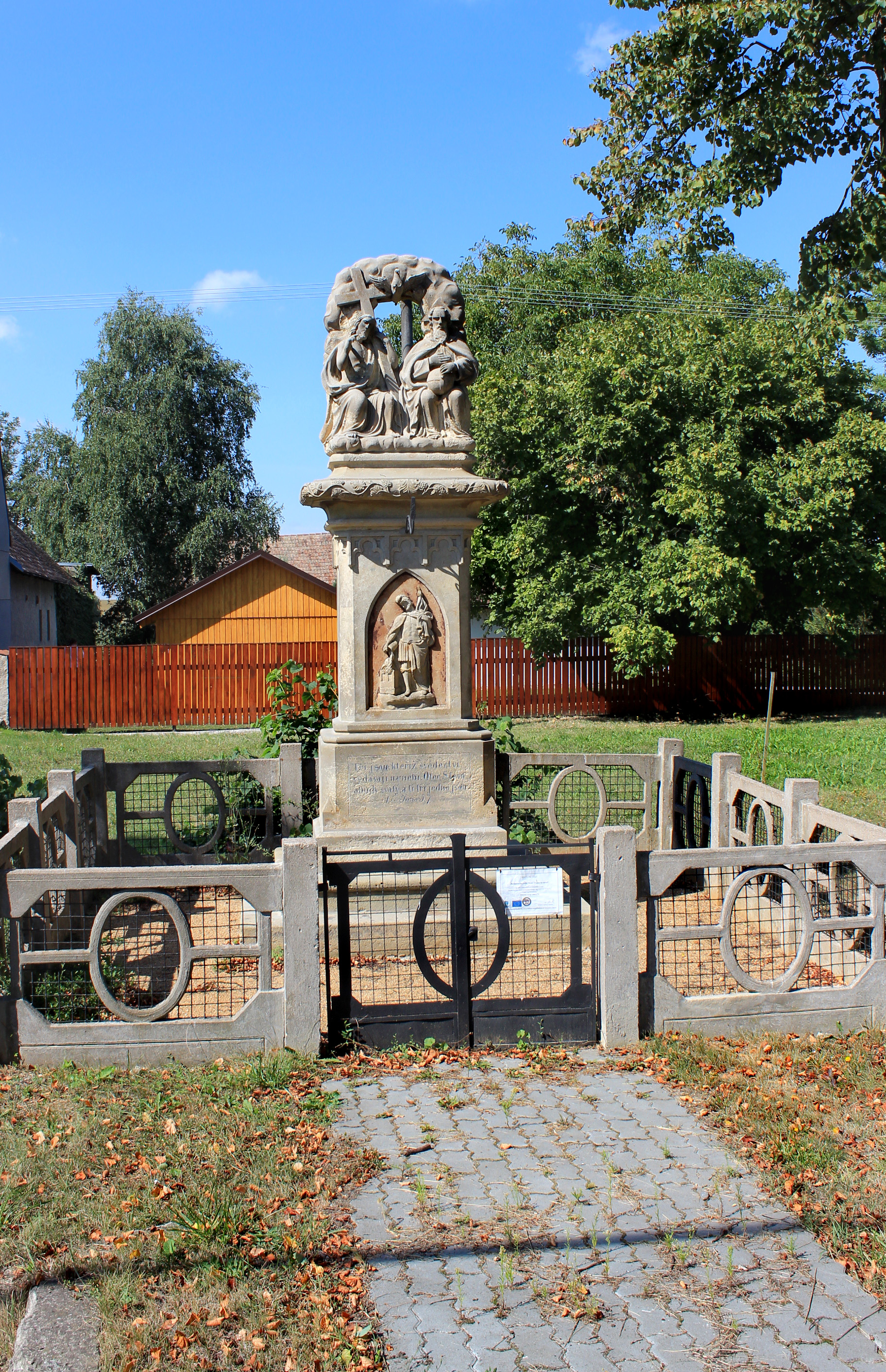
Sousoší Svaté Trojice
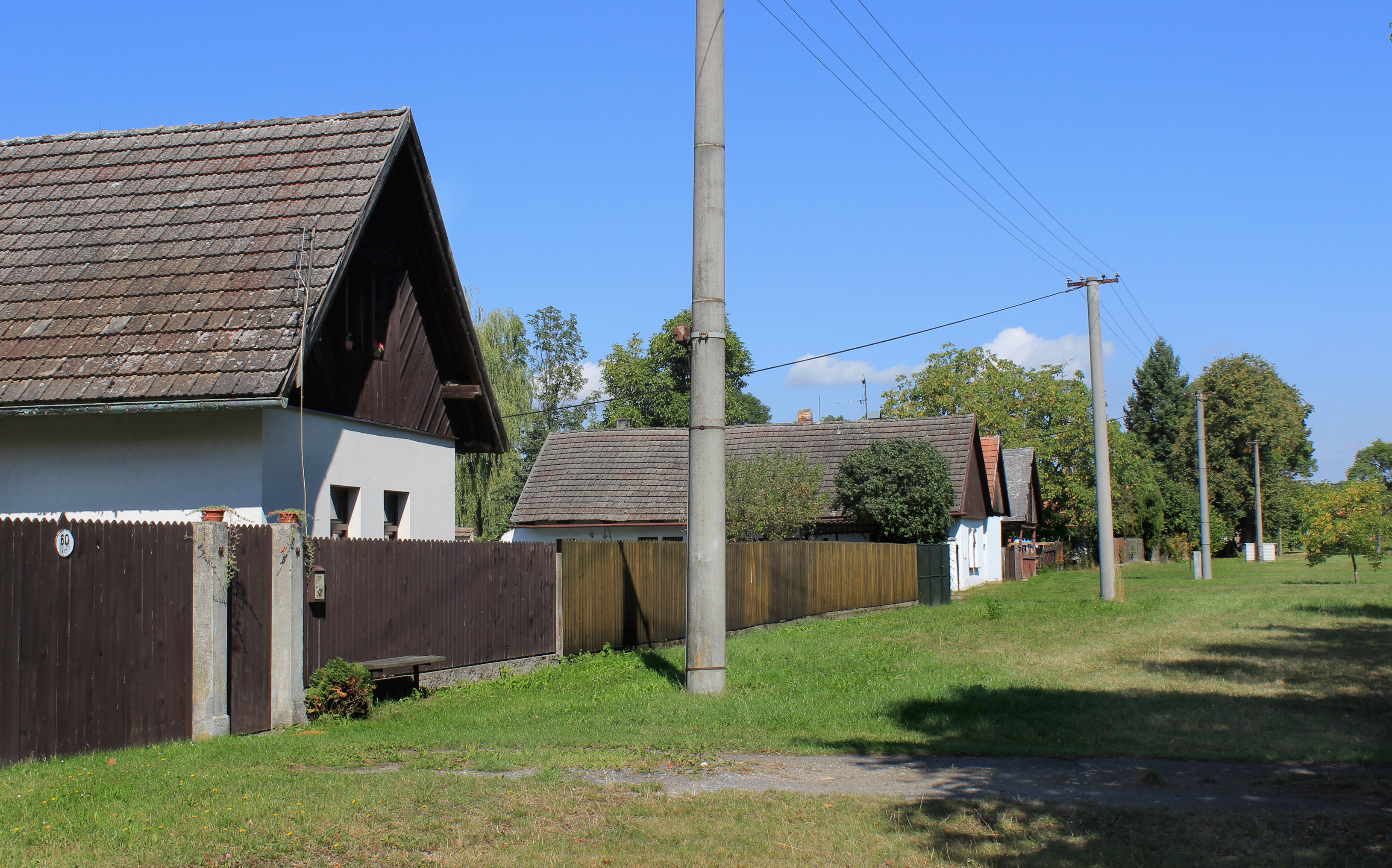
Domky na návsi
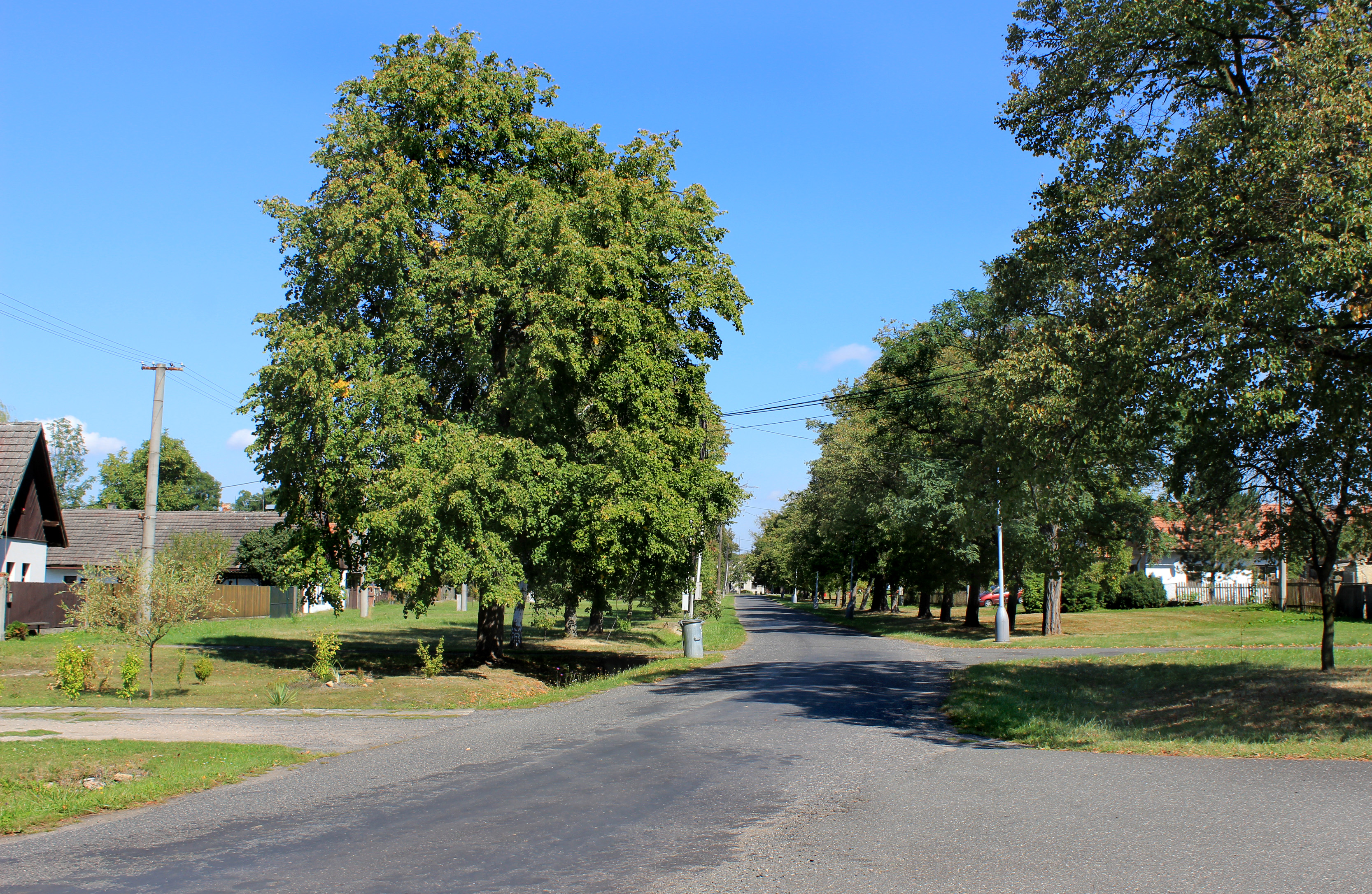
Hlavní silnice procházející návsí
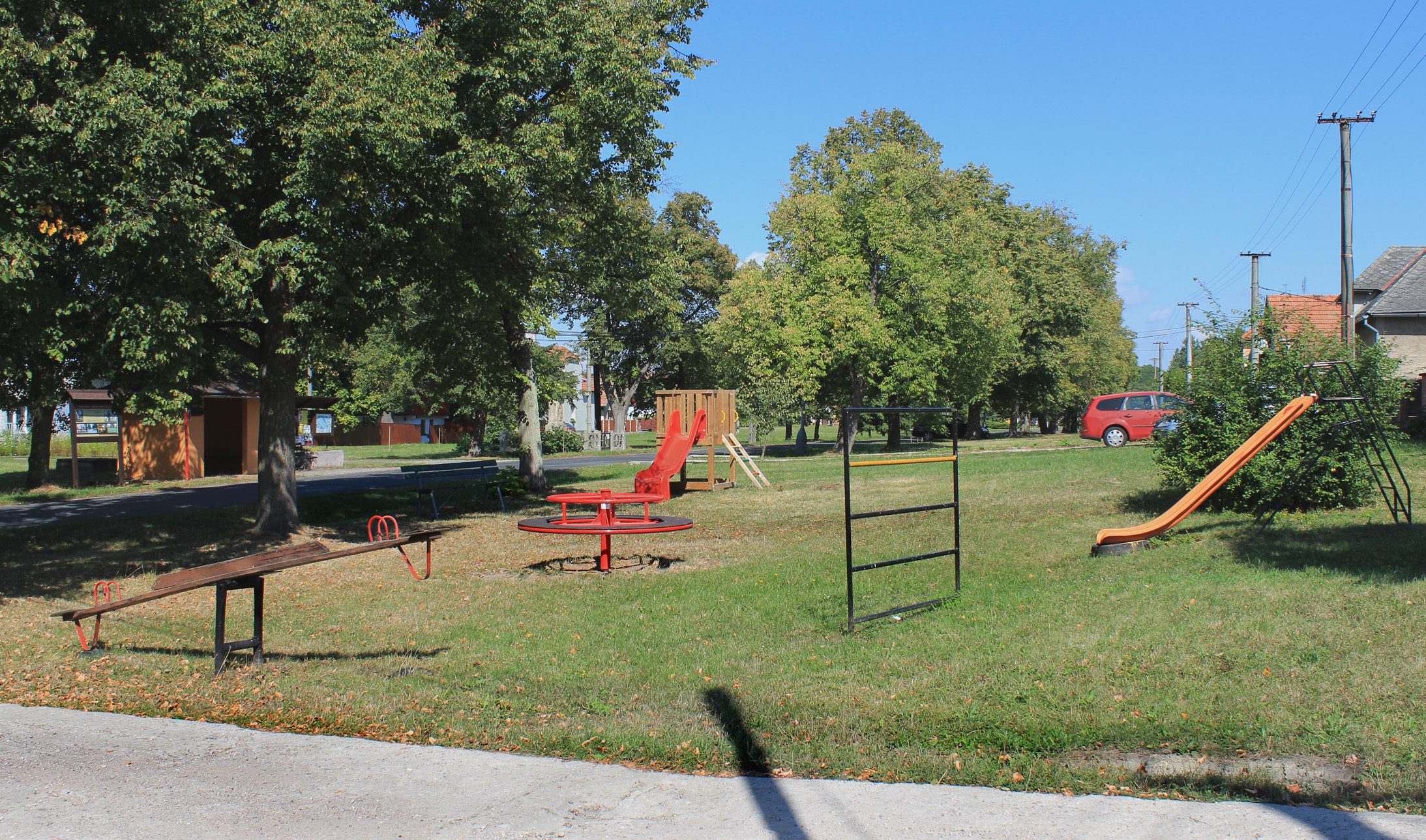
Hřiště na návsi